# 鄭求昊
鄭 求昊（チョン・グホ）は、韓国のファッションデザイナー、演出家。FILAコリア副社長。

## 経歴
1997年に自らの名を冠したレディースファッションブランド「KUHO」（クホ）を立ち上げた。このブランドは2003年に第一毛織（現在のサムスン物産）に買収され、年間売上1000億ウォンを超える大型ブランドへと成長した。
2004年、ペ・ヨンジュン主演の映画『スキャンダル』で美術を担当。
2006年、ペ・ヨンジュンプロデュースのレストラン「高矢禮」のアートディレクションを担当。
2013年には国立舞踊団の演目『壇』の舞台・衣装・音楽などを担当した。2015年からの演目『饗宴』でも演出を担当した。
2018年平昌オリンピックの開・閉会式の演出を担当する予定だったが、2016年8月30日に突然辞任を表明した。理由として総監督のソン・スンファンとの不和に言及している。